# Pierre Guyotat
Pierre Guyotat (Bourg-Argental 1940 - París 2020) fou un escriptor, poeta i dramaturg francès, premi Médicis de novel·la de l'any 2018, per Idiotie.

## Biografia
Pierre Guyotat va néixer el 9 de juny de 1940 a Bourg-Argental - Loira - (França) en un context difícil de la Segona Guerra Mundial. El seu parer era metge rural i la seva mare d'origen polonès. Va passar la seva infantesa en una família nombrosa, marcada per deportacions i camps de concentració. Va estudiar a un internat catòlic. Després de la mort de la seva mare, quan tenia 19 anys va marxar a viure a París.
El 1960 va ser cridat per l'exercit per anar a la guerra d'Algèria. El seu esperit refractari no va lligar bé amb la disciplina militar, i acusat de minar la moral de l'exèrcit, complicitat de la deserció i possessió de llibres i diaris prohibits. Va ser condemnat a tres mesos de presó abans de ser traslladat a una unitat disciplinària.
Va morir a París el 7 de febrer de 2020.

### Carrera literària
Va començar a escriure als 14 anys i dos anys més tard va enviar els seus poemes al poeta René Char que del va animar a continuar. El 1960 va escriure la primera obra de ficció "Sur un cheval" que va publicar un any després l'editorial du Seuil.
El 1963 de tornada a França va col·laborar amb articles a "Arts et Spectacles" i a el setmanari "France Obervateur" on va ser el responsable de les pàgines culturals, a la revista Tel Quel i també com a lector de l'editorial du Seuil.
També va crear L’union des Ecrivains amb, entre d'altres, Nathalie Sarraute i Michel Butor.
El 1977 va signar al costat d'altres seixanta vuit intel·lectuals i escriptors de renom, com Barthes, Beauvoir, Sartre, Kouchner, i Lang una petició escrita per Gabriel Matzneff demanant una relaxació de les lleis que regulen les relacions entre menors i adults.
Durant el període 1970-2000, la carrera de l'autor és molt prolífica; escriu obres de teatre, col·labora amb Jean-Luc Godard i fa moltes lectures públiques i publica tres obres autobiogràfiques, "Coma", "Formartion" i "Arrière-fond".
El 1988, el pintor estatunidenc Sam Francis va convidar Guyotat a Los Angeles. Col·laboren junts en una obra bilingüe, Wanted Female, que es va publicar el 1993.
L'obra de Pierre Guyotat està traduïda, entre d'altres, al japonès, anglès, castellà, alemany, italià i holandès.

#### Problemes amb la censura
El desembre de 1965, va escriure "Tombeau pour 500 mil soldats", testimoni sense concessions sobre la seva experiència a Algèria amb el rerefons del sexe i la guerra. L'obra no va aparèixer fins al 1967 editada per Gallimard, ja que Seuil es va negar a publicar-la. El llibre, que va tenir un efecte explosiu en sortir, va evitar per poc la censura, cosa que no va impedir que el general Jacques Massu el prohibís a totes les casernes franceses d'Alemanya. L’obra, un autèntic èxit de crítica, tindrà almenys l’avantatge d’assegurar al seu autor una notorietat immediata amb repercussions internacionals.
Una de les repercussions òbvies de la reputació que Guyotat va adquirir aleshores va ser la invitació oficial que va rebre, el juliol de 1967, de Fidel Castro per assistir a la Conferència de Solidaritat Llatinoamericana a Cuba, dins d’una delegació d’escriptors i artistes dirigida per Michel Leiris.
El 1970 Gallimard li va publicar "Éden, Éden, Éden" amb un triple prefaci signat per Michel Leiris, Roland Barthes i Philippe Sollers. L’obra, també va tenir èxit, però amb una triple prohibició: exhibició, publicitat i venda a menors. L'ordre de prohibició l'emet el ministre de l'Interior i la signa el director de la policia nacional. Res no farà que Raymond Marcellin (ministre de l'Interior) cedeixi, ni la petició de suport internacional al llibre iniciada per Jérôme Lindon, director de les Éditions de Minuit, i signada, en particular, per Pier Paolo Pasolini, Jean-Paul Sartre, Joseph Kessel, Max Ernst, Simone de Beauvoir, Nathalie Sarraute, ni la comunicació oral de François Mitterrand a l'Assemblea Nacional a favor del llibre, ni tan sols la carta dirigida per Georges Pompidou, president de la República Francesa, al seu ministre de l’Interior per anul·lar aquesta censura. La prohibició no es va aixecar fins al 1981.

## Obres destacades
- 1961: Sur un cheval. 1961
- 1964: Ashby
- 1967: Tombeau pour cinq cent mille soldats
- 1970: Eden, Eden, Eden
- 1972: Littérature interdite
- 1975: Prostitution
- 1984: Le Livre
- 2000: Progénitures
- 2006: Coma
- 2007: Formation
- 2014: Joyeux animaux de la misèria
- 2016: Par la main dans les enfers
- 2018: Idiotie
- 2022: Depuis une fenêtre

## Premis
- 1965: Premi Alfred-Née de l'Acadèmia Francesa per Ashby
- 2006: Premi Décembre per Coma
- 2010: Premi de la Biblioteca Nacional de França pel conjunt de la seva obra
- 2018: Premi especial del jurat del Premi Femina per tota la seva obra i el premi de la llengua francesa.

### L'escàndol del Premi Médici
El 1970, el llibre "Eden, Eden, Eden" va perdre el Premi Médicis per un vot. Furiós per aquest rebuig, Claude Simon, futur premi Nobel de Literatura, havia renunciat al jurat, provocant un enorme escàndol.
Guyotat es va venjar quaranta-vuit anys després amb "Idiotie", que va guanyar el Médicis de 2018. En aquest llibre, va tornar a la temàtica de "Tombeau pour cinc-cents mil soldats", llibre d’horror i violència, inspirat en per la seva experiència de la guerra d’Algèria i la seva relació amb el colonialisme, la pornografia, l’abjecció i la humiliació.